# 布加勒斯特北站

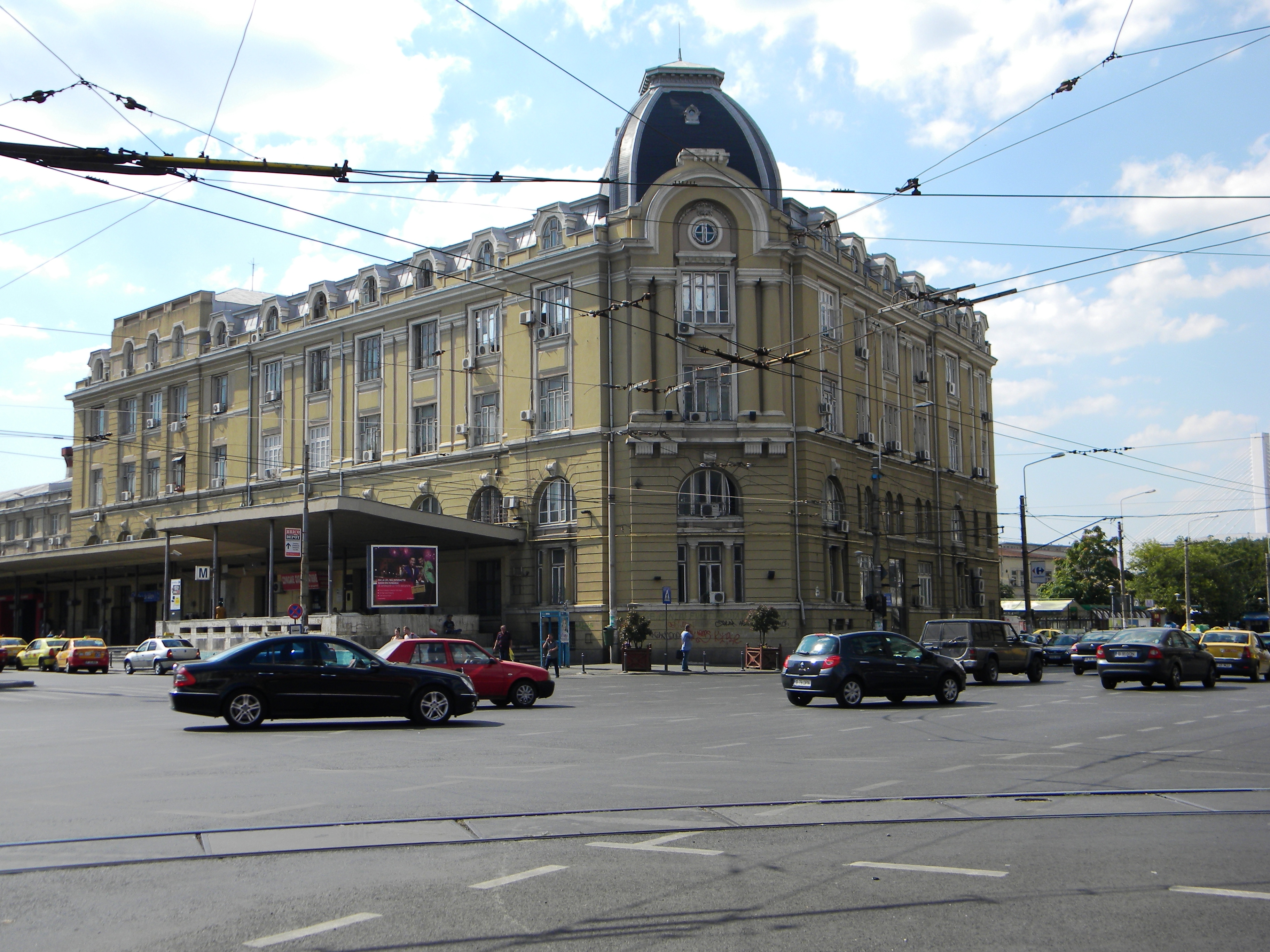
布加勒斯特北站

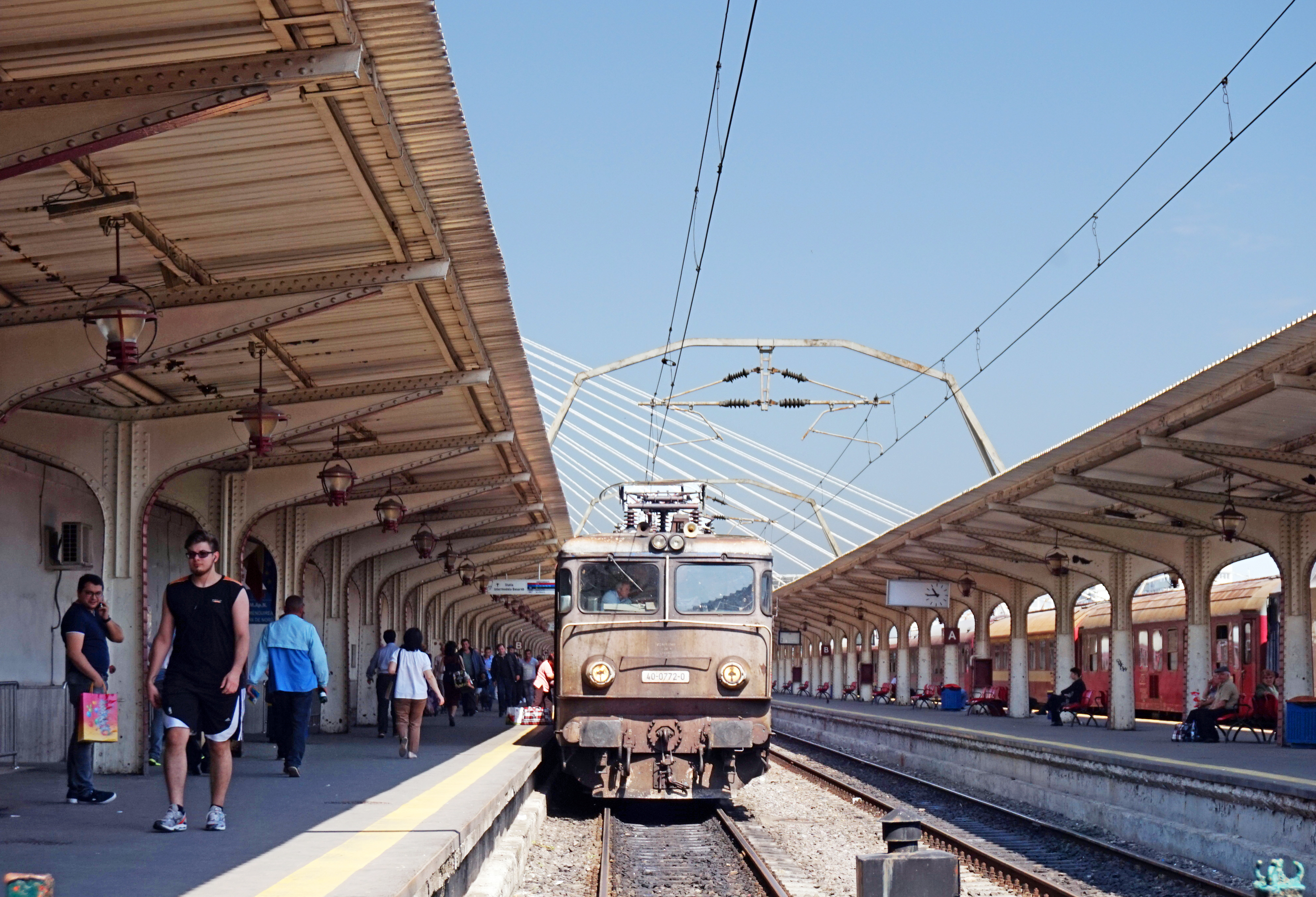
月台

布加勒斯特北站（羅馬尼亞語：Gara București Nord）是羅馬尼亞首都布加勒斯特的主要火車站，也是羅馬尼亞最大的火車站。大多數自布加勒斯特出發的列車都是自布加勒斯特北站發車。1944年4月時，盟軍曾經對布加勒斯特北站進行大規模轟炸。現在布加勒斯特北站共有八個月台，有不少國際列車在這裡發車。此外布加勒斯特北站也是座客運站和地下鐵車站，並有連接布加勒斯特北站和機場的巴士。

## 外部連結
维基共享资源上的相關多媒體資源：布加勒斯特北站
- Trains timetable （页面存档备份，存于）
- Station North Bucharest
- Trains timetable